# レッドヒル駅
レッドヒル駅 (英語: Redhill station) は、イングランド、サリー、レッドヒルにある鉄道駅である。ロンドン・ヴィクトリア駅から南に34 km（21マイル）のところにあり、ブライトン本線の主要な結節点である。ゴヴィア・テムズリンク・レールウェイが管轄する。

## 発着列車
発着列車の大半は「サザン」ブランドと「テムズリンク」ブランドでゴヴィア・テムズリンク・レールウェイによって運行される。このほか、グレート・ウェスタン・レールウェイの列車も乗り入れる。
一般的な平日オフピーク時のサービスパターンは以下の通り。
- サザン（ゴヴィア・テムズリンク・レールウェイ）
  - 毎時2本 - ロンドン・ヴィクトリア駅 - ライゲイト駅（英語版）（ブライトン本線 - ノース・ダウンズ線（英語版））
  - 毎時1本 - レッドヒル駅 - トンブリッジ駅（英語版）（レッドヒル - トンブリッジ線（英語版））
- テムズリンク（ゴヴィア・テムズリンク・レールウェイ）
  - 毎時2本 - ベッドフォード駅（英語版） - ガトウィック空港駅（ミッドランド本線 - テムズリンク・コア（英語版） - ブライトン本線（テムズリンク））
  - 毎時2本 - ピーターバラ駅（英語版） - ホーシャム駅（英語版）（イースト・コースト本線 - テムズリンク・コア - ブライトン本線 - アルン・ヴァレー線（英語版）（テムズリンク））
- グレート・ウェスタン・レールウェイ
  - 毎時1本 - レディング駅 - ガトウィック空港駅（ノース・ダウンズ線 - ブライトン本線）
  - 毎時1本 - レッドヒル駅 - レディング駅（ノース・ダウンズ線）

## 年表
- 1841年7月12日 - レッドヒル・アンド・ライゲート・ロード駅として開業(L&BR)
- 1842年5月26日 - レッドヒル駅開業(SER)。(1843年にライゲートへ改名)
- 1844年4月15日 - ライゲート駅(SER)とレッドヒル・アンド・ライゲート・ロード駅(L&BR)廃止。新しいライゲート駅開業
- 1858年8月 - レッド・ヒル・ジャンクション駅としてライゲート駅が再開業(SER)
- 1929年7月 - レッドヒル駅へ改名

## 利用状況
- 2004/05年 - 2.965百万人
- 2005/06年 - 3.172百万人
- 2006/07年 - 3.320百万人

## 隣の駅
ナショナル・レール
■サザン（ゴヴィア・テムズリンク・レールウェイ）
ロンドン・ヴィクトリア駅 - ライゲイト駅
マースタム駅 - レッドヒル駅 - ライゲイト駅
レッドヒル駅 - トンブリッジ駅
レッドヒル駅 - ナットフィールド駅
■テムズリンク（ゴヴィア・テムズリンク・レールウェイ）
ベッドフォード駅 - ガトウィック空港駅
パーリー駅 - レッドヒル駅 - アールズウッド駅
ピーターバラ駅 - ホーシャム駅
マースタム駅 - レッドヒル駅 - ホーリー駅
■グレート・ウェスタン・レールウェイ
レディング駅 - レッドヒル駅／ガトウィック空港駅
ライゲイト駅 - レッドヒル駅 - ガトウィック空港駅